# Маунт-Морріс (Пенсільванія)
Маунт-Морріс (англ. Mount Morris) — переписна місцевість (CDP) в США, в окрузі Грін штату Пенсільванія. Населення — 645 осіб (2020).

## Географія
Маунт-Морріс розташований за координатами 39°44′0″ пн. ш. 80°4′55″ зх. д. / 39.73333° пн. ш. 80.08194° зх. д. (39.733250, -80.081989).  За даними Бюро перепису населення США в 2010 році переписна місцевість мала площу 6,95 км², з яких 6,93 км² — суходіл та 0,02 км² — водойми.

## Демографія
Згідно з переписом 2010 року, у переписній місцевості мешкало 737 осіб у 323 домогосподарствах у складі 231 родини. Густота населення становила 106 осіб/км².  Було 356 помешкань (51/км²).
Расовий склад населення:
| - 98,9 % — білих - 0,3 % — корінних американців - 0,3 % — чорних або афроамериканців |

До двох чи більше рас належало 0,5 %. Частка іспаномовних становила 0,0 % від усіх жителів.
За віковим діапазоном населення розподілялося таким чином: 18,7 % — особи молодші 18 років, 59,7 % — особи у віці 18—64 років, 21,6 % — особи у віці 65 років та старші. Медіана віку мешканця становила 45,6 року. На 100 осіб жіночої статі у переписній місцевості припадало 95,5 чоловіків;  на 100 жінок у віці від 18 років та старших — 93,2 чоловіків також старших 18 років.
Середній дохід на одне домашнє господарство  становив 64 144 долари США (медіана — 58 750), а середній дохід на одну сім'ю — 73 861 долар (медіана — 69 479). Медіана доходів становила 47 813 долари для чоловіків та 38 047 доларів для жінок. За межею бідності перебувало 4,7 % осіб, у тому числі 4,1 % дітей у віці до 18 років та 5,3 % осіб у віці 65 років та старших.
Цивільне працевлаштоване населення становило 392 особи. Основні галузі зайнятості: освіта, охорона здоров'я та соціальна допомога — 31,1 %, сільське господарство, лісництво, риболовля — 15,1 %, роздрібна торгівля — 9,7 %, науковці, спеціалісти, менеджери — 8,2 %.